# Ван Лой, Эрик
Эрик Людовику Мария Ван Лой (нидерл. Erik Ludovicus Maria Van Looy; род. 26 апреля 1962, Антверпен) — бельгийский кинорежиссер и телеведущий.

## Биография

### Кинорежиссер
Ван Лой учился на кафедре изобразительного и драматического искусства в Брюсселе. В начале своей карьеры, он сделал несколько короткометражных фильмов, а в 1993 году снял свой первый полнометражный фильм, «Ad fundum» (в переводе: залпом). В 1999 году вышла его вторая картина — «Глазами убийцы» (англ. Shades), для которой Ван Лой сам написал сценарий. Одного из главных героев этого фильма сыграл Микки Рурк. В 2003 году Ван Лой впервые профессионально прославился со своим фильмом «Синдром Альцгеймера» (нидерл. De Zaak Alzheimer), снятым по одноименному детективному роману бельгийского писателя Джефа Герарца. Этот фильм стал блокбастером во Фландрии и до 2008 года был одним из самых успешных фламандских фильмов всех времен.
В 2008 году Ван Лой снял «Лофт», по сценарию бельгийского артиста и сценариста Барта Де Пау. «Лофт» был не только более успешным, чем «Синдром Альцгеймера», но и по количеству проданных билетов в кинотеатры, он сейчас считается лучшим фильмом в истории бельгийского кино. «Лофт» настолько популярен, что в Нидерландах и в США были сняты ремейки этого фильма. Американский ремейк под названием «The Loft» был снят лично Ван Лоем. Как и в оригинальной версии фильма, в этой версии также играет бельгийский актер Маттиас Схунартс.

### Телеведущий
Эрик Ван Лой также был ведущим нескольких известных телевикторин во Фландрии, таких как: De Slimste Mens ter Wereld («Самый умный человек в мире») и De Pappenheimers. В 2008 и в 2009 годах он получил премию de Vlaamse Televisie Ster («Звезда фламандского телевидения») в категории на звание «Лучший ведущий», присужденную Фламандской телевизионной академией.

### Личная жизнь
Ван Лой женился в 1993 году. У него — один сын. Ван Лой живет в Антверпене.

## Фильмография
- 1988 — Dokter Tritsmans (короткометражный)
- 1991 — Yuppies (короткометражный)
- 1993 — Ad fundum
- 1997 — Windkracht 10 (телесериал)
- 1999 — Глазами убийцы / Shades
- 2003 — Синдром Альцгеймера / De Zaak Alzheimer
- 2008 — Лофт
- 2014 — Лофт / The Loft (американский ремейк)
- 2016 — Премьер (De Premier)

## Интересные факты
- Ван Лой является ярым болельщиком футбольного клуба Антверпена (нидерл. Royal Antwerp Football Club). Он часто ссылается на это в своих фильмах.
- Ван Лой известен своим громким и пронзительным смехом и страстью к сквернословию во время съемок.
- В конце съемок De Slimste Mens ter Wereld Ван Лой всегда говорит: «Дело сделано».
- В 2012 году во время программы Scheire en de schepping Ван Лой в первый раз в жизни попробовал пиво.